# 三島食品
三島食品株式会社（みしましょくひん、英: Mishima Foods Co., Ltd.）は、日本の食品メーカー。

## 概要
ふりかけをメインに混ぜごはんの素、レトルト食品、調味料類を製造・販売しており、ふりかけでは業務用でトップシェアを、消費者向けでも上位を占める。
なかでも、ゆかり（登録商標）という商品名の赤じそのふりかけは、多くのスーパーマーケット、食料品店で取り扱われている。
海外展開も行っており、1998年（昭和63年）にはアメリカ西海岸にMishima Foods U.S.A. Inc.を、1990年（平成2年）には中国に大連三島食品有限公司を、また1996年（平成8年）にはアムステルダム事務所を開設している。
また、グループ会社がゴルフ練習場やボウリング場を有するスポーツ施設 ミスズガーデンを運営している。
かつて、惣菜や弁当の製造販売事業として1970年（昭和45年）7月に「サラヤ惣菜事業部」を新設（のちに分社化）し、「サラヤのむすび」の名称で日本各地で展開していた。各地の主要道路沿いにオレンジと緑の鮮やかな色彩の小さな販売店を設置していたが、2001年（平成13年）9月に子会社が閉鎖され、撤退した。なお、洗剤メーカーのサラヤとは一切関係ない。

## 沿革
- 1949年（昭和24年）1月 - 三島哲男が広島市舟入南町で三島商店として創業
- 1953年（昭和28年）- 株式会社三島商店に法人改組。
- 1961年（昭和36年）- 社名を三島食品株式会社に変更
- 1966年（昭和41年）- 本社工場増築、生産設備を一元化
- 1970年（昭和45年）- サラヤ惣菜事業部を新設
- 1972年（昭和47年）- ミスズガーデン開業
- 1974年（昭和49年）- サラヤ惣菜事業部を分離し、株式会社サラヤを設立
- 1980年（昭和55年）- 関東工場完成
- 1988年（昭和63年）- 米国にMishima Foods U.S.A. Inc.を設立
- 1990年（平成2年） - 中国に大連三島食品有限公司を設立
- 1991年（平成3年） - 三島食品資料館「楠苑」完成
- 1996年（平成8年） - シンボルマークを一新
- 1996年（平成8年） - オランダにアムステルダム事務所を開設
- 1999年（平成11年）- 大連三島食品有限公司 ISO9001を取得
- 2001年（平成13年）- 株式会社サラヤを閉鎖
- 2001年（平成13年）- 広島本社、工場 ISO14001を取得
- 2016年（平成28年）
  - 1月 - 株式会社ミシマホールディングス設立。
  - 3月8日 - 創業者の三島哲男が死去[2][3]。
- 2017年（平成29年）
  - 4月 - 三島豊が代表取締役会長就任。末貞操が代表取締役社長就任。
  - 7月 - 広島工場・観音工場FSSC22000認証取得。
  - 12月 - 関東工場FSSC22000認証取得。
- 2018年（平成30年）
  - 1月 - 大連三島食品有限公司BRC認証取得（英国小売業協会）
- 2018年（平成30年）
  - 4月 - 有限会社楠振興を株式会社ミシマホールディングスの子会社とする。
- 2019年（令和元年）8月 - 有限会社楠振興を株式会社楠振興へ組織変更

## 事業所
- 広島本社・工場

広島県広島市中区南吉島2丁目1-53
- 東京本社

東京都杉並区浜田山4丁目10-25
- 坂戸工場

埼玉県坂戸市千代田5丁目4-30
- 観音工場

広島県広島市西区観音新町3丁目10-7
- 支店

東京、東北、関東、名古屋、大阪、中四国、九州
- 営業所

札幌、金沢

## 三島食品資料館「楠苑」
三島食品資料館楠苑（くすのきえん）は、ふりかけ類や三島食品の関係資料を保存展示する資料館。三島食品が運営する。1991年完成。
- 所在地：広島県山県郡北広島町有田3436
- アクセス：中国自動車道千代田インターチェンジから約2分

## 取扱商品
- ふりかけ（瀬戸風味、かつおみりん、海苔香味など）
  - ゆかり、かおり、あかり、かつお、ひろし、しげき
- お茶漬（広島菜茶漬など）
- 青のり - スジアオノリを原材料にした商品。2020年7月から2021年10月まで原材料不足により販売休止。
  - あおのり - ウスバアオノリ・ヒラアオノリを原材料にした商品。青のりの休売に伴い2020年7月から販売[4]していたが、青のりの販売再開に伴い製造中止、終売予定。
- 混ぜごはんの素（菜めしなど）
  - うめこ、ひろし、鮭ひろし[5][6][7][8]。
- 調味料（うどんスープなど）

## 主要関連会社
- ミスズガーデン株式会社（ゴルフ練習場・ボウリング場・卓球場）
- Mishima Foods U.S.A. Inc.（米国）
- 大連三島食品有限公司（中国）

## テレビ番組
- 日経スペシャル カンブリア宮殿 イノベーションを生み出す! "変な会社"の驚きサバイバル術（2021年9月30日、テレビ東京）- 三島食品 会長 三島豊出演[9]。